# Slag om de Caraïbische Zee
De Slag om de Caraïbische Zee vond plaats tijdens de Tweede Wereldoorlog, tussen 1941 en 1945, en maakte deel uit van de Slag om de Atlantische Oceaan. Hierbij werden Duitse en Italiaanse onderzeeërs ingezet om de Amerikaanse aanvoerlijnen van olie en andere materialen af te snijden. Zij brachten niet enkel schepen in de Caraïbische Zee en de Golf van Mexico tot zinken, maar vielen ook kustdoelen op de Antillen aan. Uiteindelijk verdreef een verbeterde versie van de geallieerde onderzeebootjager de asmogendheden uit het Caraïbisch gebied en leidde dit naar een overwinning voor de geallieerden.

## Achtergrond
Het Caraïbisch gebied ontleende haar strategische belang aan de ligging van de Venezolaanse olievelden in het zuidoosten en het Panamakanaal in het zuidwesten. In de regio bevond zich de Koninklijke Nederlandse Shell raffinaderij op Curaçao; met een maandelijkse productie van elf miljoen vaten was deze 's werelds grootste olieraffinaderij. Op Aruba was nog een grote raffinaderij, de Lago Oil & Transport Co. Ltd. De raffinaderij in Pointe-à-Pierre op Trinidad was de grootste van het Britse Rijk. In de beginjaren van de oorlog hadden de Britse eilanden dagelijks vier olietankers aardolie nodig. Na de Italiaanse blokkade van de doorgang vanuit het Midden-Oosten naar Middellandse Zee werd de aardolie voor het merendeel aangevoerd vanuit Venezuela via Curaçao.

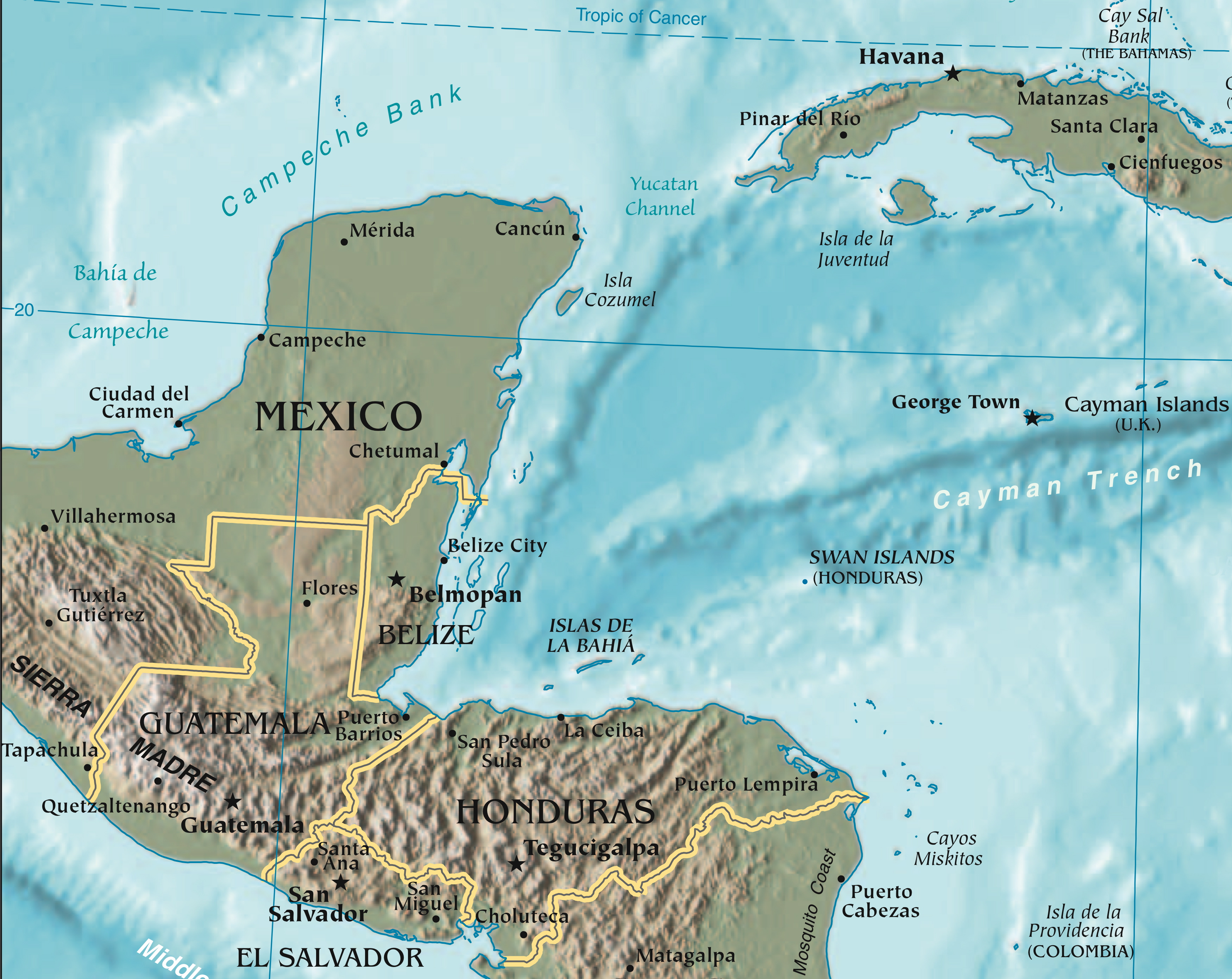
Straat van Yucatan

Voor de Verenigde Staten was het Caraïbisch gebied van aanvullend strategisch betekenis. De Amerikaanse kustlijn aan de Golf van Mexico kon, met inbegrip van de petroleumfaciliteiten en de handel op de Mississippi, vanaf twee punten worden verdedigd. De Verenigde Staten was goed gepositioneerd om de Straat van Florida te verdedigen, echter was zij minder goed in staat om de toegang vanuit het Caraïbisch gebied via het Yucatánkanaal onmogelijk te maken. Bauxiet was een grondstof voor aluminium, en een van de weinig strategische grondstoffen die niet beschikbaar was op het Amerikaanse vasteland. De Amerikaanse militaire vliegtuigbouw was afhankelijk van bauxiet die uit de Guyana's geïmporteerd werd langs de scheepvaartroutes parallel aan de Kleine Antillen. De Verenigde Staten verdedigde het Panamakanaal met 189 bommenwerpers en 202 gevechtsvliegtuigen en stationeerde onderzeeërs te Colón, Panama en te "Crown Bay", een onderzeebootbasis in St. Thomas, Amerikaanse Maagdeneilanden. Op 13 september 1939 ving de VP-51 Consolidated PBY Catalina van de United States Navy vanaf San Juan, Puerto Rico aan met de uitvoering van neutraliteit-patrouilles langs de Kleine Antillen. Daarnaast werden de voorzieningen op de Guantanamo Bay marinebasis en de marine-luchtmachtbasis te Key West opgeschroefd.

Het Verenigd Koninkrijk stationeerde marine-luchteskaders nrs. 793, 749, 750 en 752 op Piarco International Airport op Trinidad. Kort na de verovering van Nederland door nazi-Duitsland bezetten Britse troepen Aruba, Curaçao en Bonaire. 

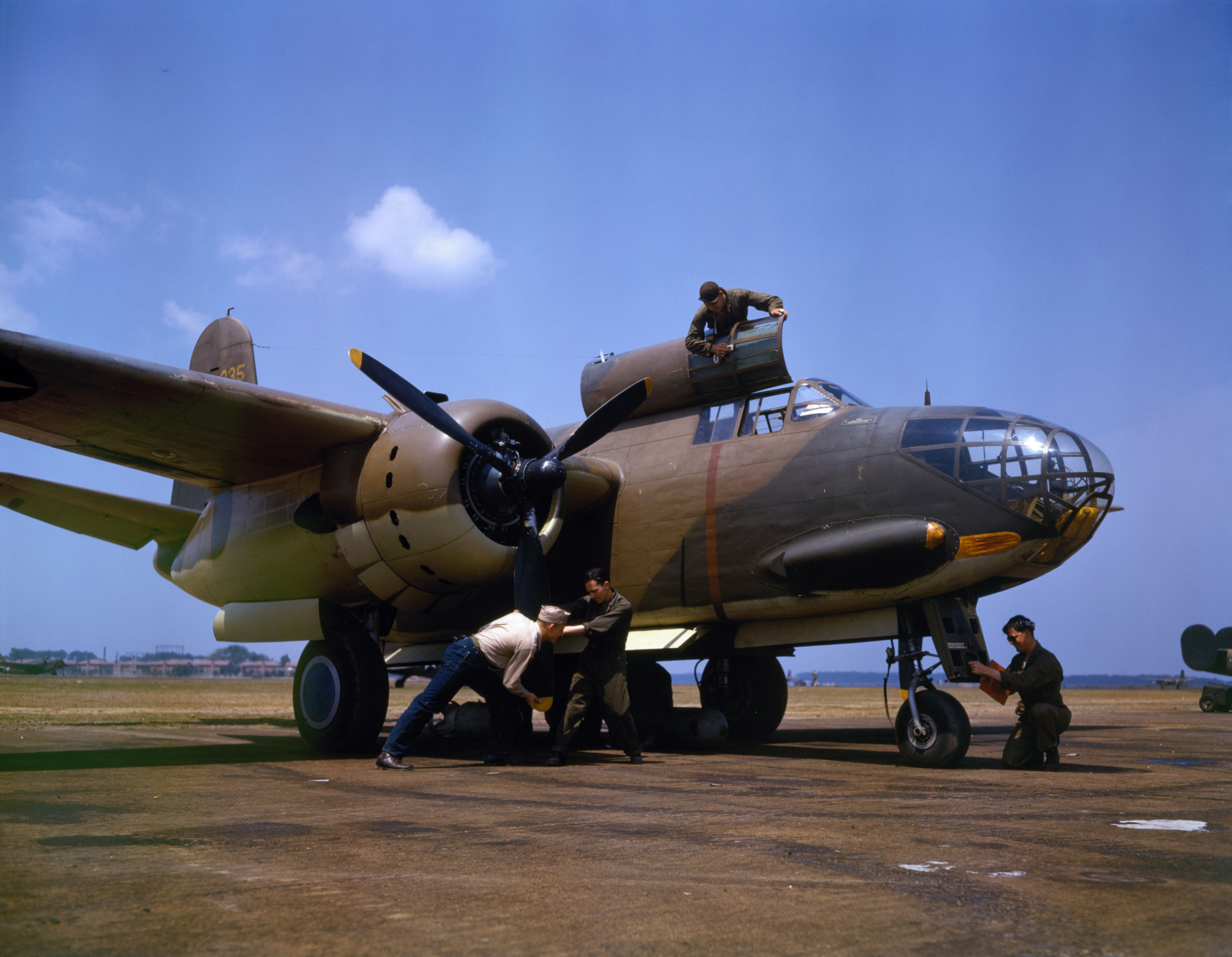
Douglas A-20 Havoc

 Naargelang de Britse relaties met Vichy-Frankrijk na de tweede wapenstilstand in Compiègne verslechterde werd rekening gehouden met het Franse eiland Martinique als een mogelijke basis voor de schepen van de asmogendheden. Krachtens de Destroyers for Bases-overeenkomst van 2 september 1940 tussen het Verenigde Koninkrijk en de Verenigde Staten konden de Amerikanen vliegvelden aanleggen in Brits-Guiana en op de eilanden Great Exuma, Trinidad, Antigua en Saint Lucia. Op 11 februari 1942 werden de Britse soldaten op de Nederlandse eilanden met een raffinaderij vervangen door Amerikaanse troepen en werden gevechtstoestellen van het type Douglas A-20 Havocs ingezet op de vliegvelden Hato op Curaçao en Dakota op Aruba.

## Operaties van de asmogendheden

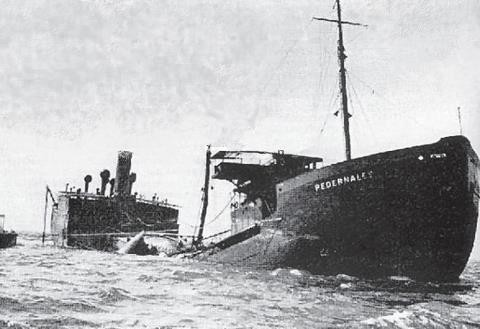
De getorpedeerde olietanker Pedernales

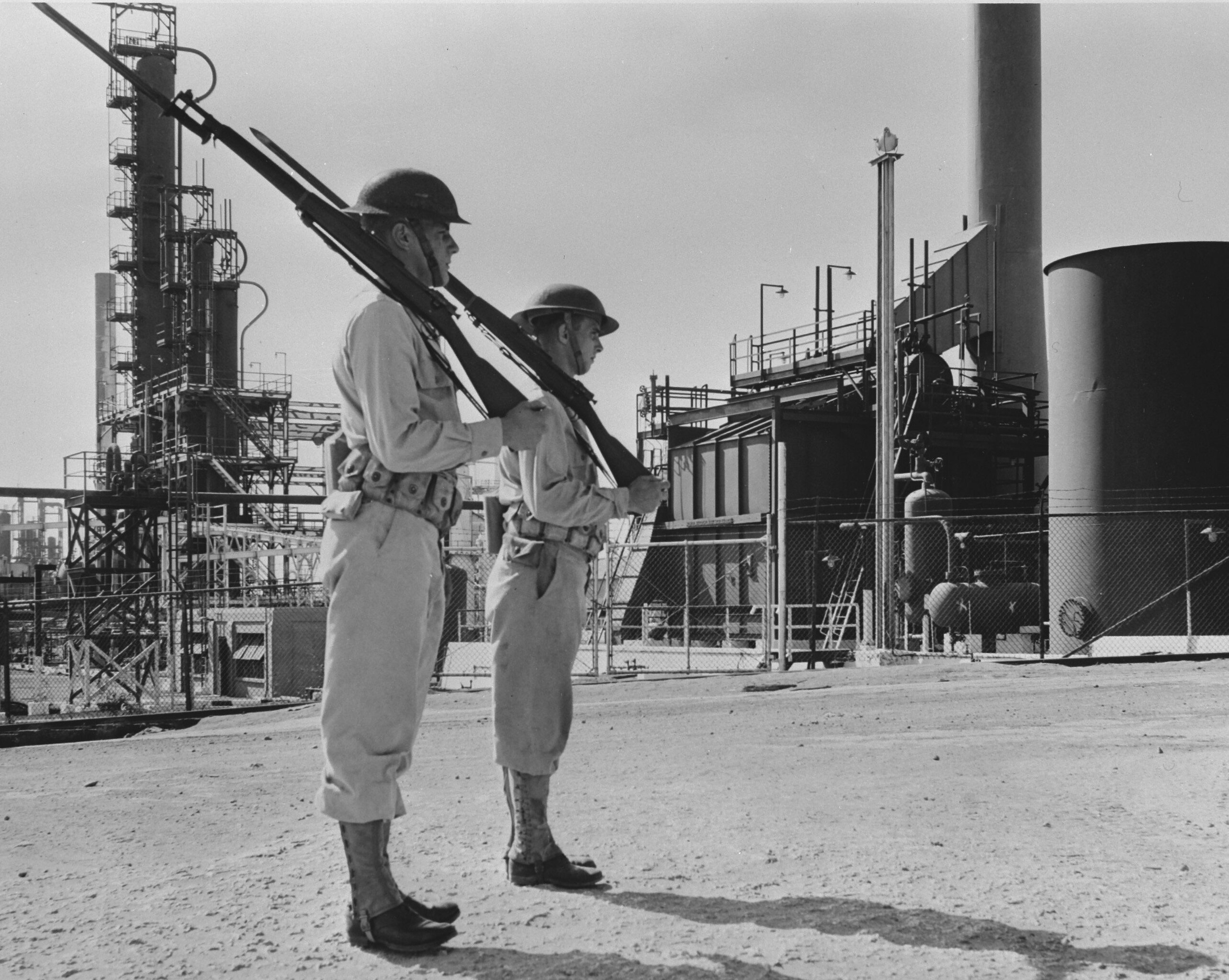
Amerikaanse soldaten op wacht bij Lago Oil & Transport Co.

### Operatie Neuland
Het eerste offensief tegen de Caraïbische raffinaderijen werd ingezet onder commando van kapitein-luitenant-ter-zee Werner Hartenstein aan boord van de U-156 en in roedeltactiek met U-502, U-67, U-129 en U-161. Op 16 februari 1942 zetten de eerste drie onderzeeboten gelijktijdig de aanval in. Tussen het Meer van Maracaibo en Aruba bracht de U-502 drie olietankers tot zinken: de Monagas, de Tia Juana en de San Nicolaas. De U-67 voer de haven van Willemstad op Curaçao binnen en torpedeerde drie olietankers. Vier torpedo's van de boegbuizen bleken defect, maar de torpedo's van de achterstevenbuis slaagden erin het schip Rafaela tot zinken te brengen. De U-156 voer de haven van San Nicolas op Aruba binnen en torpedeerde de olietankers Pedernales, Oranjestad en Arkansas. Van de Pedernales liggen de wrakstukken nog voor de westkust van Aruba. Vervolgens probeerde de U-156 met haar 10.5 cm SK C/32 dekkanon de Arubaanse raffinaderij te beschieten; echter bij het eerste schot barstte de loop omdat de bemanning had nagelaten het deksel van de loop te verwijderen. De Duitsers beschadigden een grote opslagtank licht. Een Venezolaanse kanonneerboot, Generaal Urdaneta, bood reddingshulp aan de bemanning van de getorpedeerde vaartuigen en A-20 Havoc lichte bommenwerpers zetten tevergeefs een aanval in op alle drie U-boten. Hierna werd de Amerikaanse bezetting opgeschaald ter bescherming van het eiland.

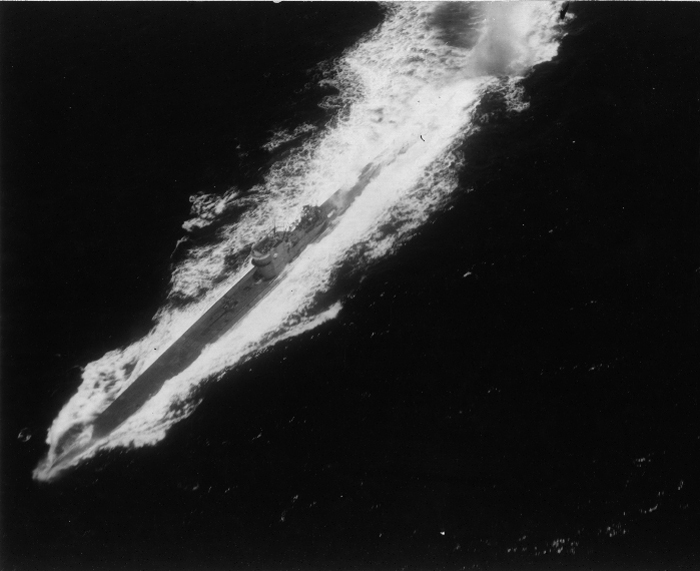
Duitse onderzeeboot U-161

Op 18 februari voer de U-161 de Trinidadse Golf van Paria in om de Mokihama en de olietanker British Consul te torpederen. De U-boten voerden routine-patrouilles; de U-67 torpedeerde de olietankers J.N.Pew en Penelope; de U-502 torpedeerde de olietankers Kongsgaard, Thallia en Sun; de U-156 torpedeerde Delplata en de olietanker La Carriere; de U-161 torpedeerde Lihue en olietankers Uniwaleco, Circle Shell en Esso Bolivar; en de U-129 torpedeerde George L. Torrain, West Zeda, Lennox, Bayou, Mary, Steel Age en de olietanker Nordvangen. Toen de U-156 geen torpedo's meer had gebruikte de bemanning beugelzagen om het beschadigde gedeelte van de loop van het dekkanon af te zagen. Met dit dekkanon werden de Macgregor en de olietanker Oregon tot zinken gebracht. Op 10 maart voer de U-161 de haven van Castries op Saint Lucia binnen om HMCS Lady Nelson en Umtata te torpederen. Na het verlaten van Saint Lucia torpedeerde de U-161 Sarniadoc en werd met het dekkanon de tender USCGC Acacia van de United States Coast Guard tot zinken gebracht.

### Overige operaties
Tijdens Operatie Neuland patrouilleerden vijf Italiaanse onderzeeërs aan de Atlantische kant van de Kleine Antillen. De Francesco Morosini torpedeerde Stangarth en olietankers Oscilla en Peder Bogen. Enrico Tazzoli torpedeerde Cygnet en de olietanker Athelqueen. Giuseppe Finzi torpedeerde Skåne en olietankers Melpomere en Charles Racine. De schoten van de Italiaanse onderzeeër Leonardo da Vinci troffen Everasma en de neutrale Braziliaanse Cabadelo. Luigi Torelli torpedeerde Scottish Star en de olietanker Esso Kopenhagen. Tegelijkertijd patrouileerde U-126 de Windward Passage tussen Cuba en Hispaniola en torpedeerde tussen 2 en 13 maart Gunny, Barbara, Cardona, Texan, Olga, Colabee en olietankers Hanseat en Halo. U-504 koerste vanuit Florida naar het zuiden.

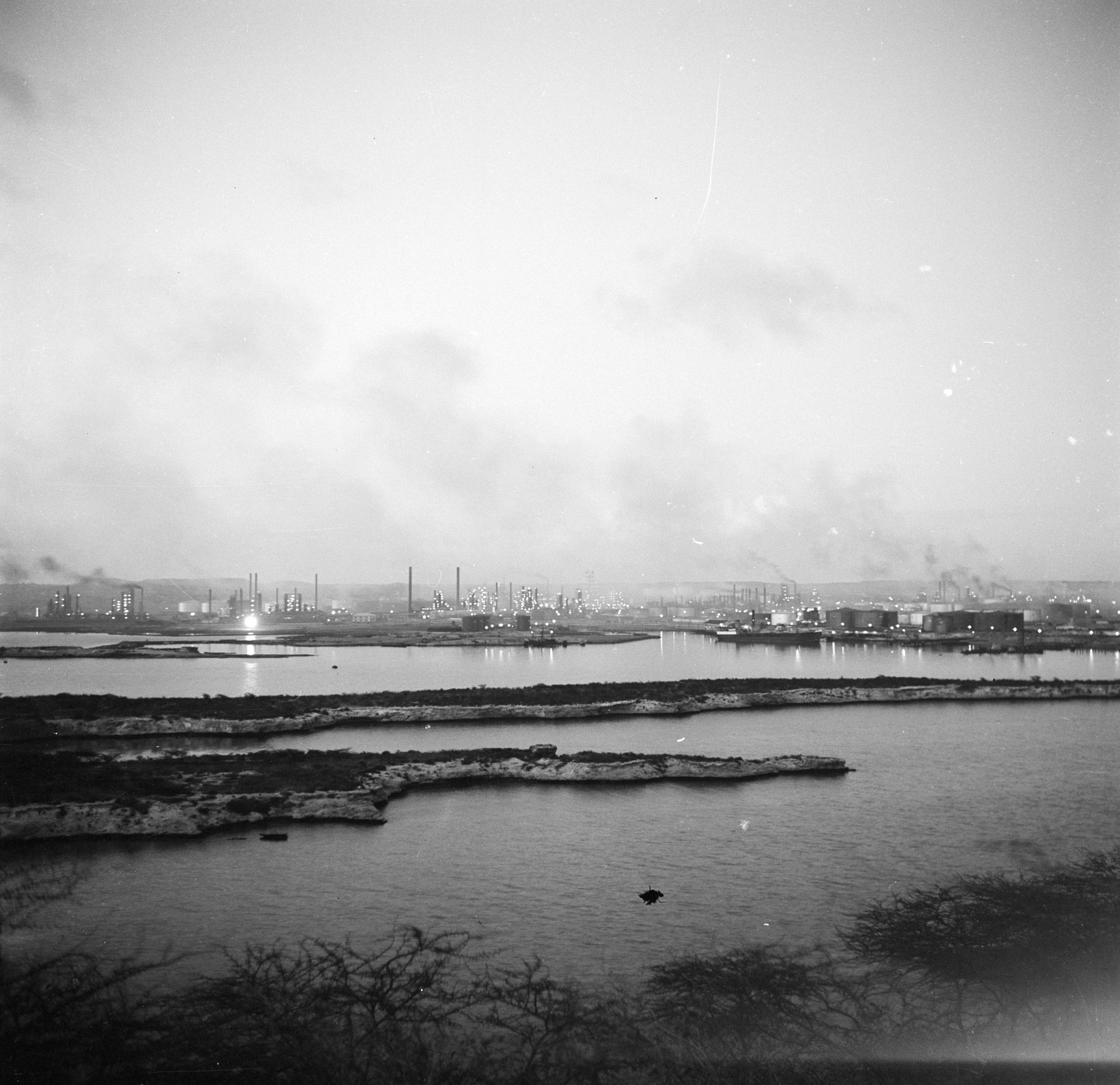
Olieraffinaderij aan de Schottegatbaai op Curaçao

Op 3 maart 1942 viel een Duitse onderzeeër het Amerikaanse eiland Mona aan, ongeveer 60 km ten westen van Puerto Rico, maar dit leverde geen schade of gewonden op.
Op 19 april 1942 viel commandant Ernst Kals met U-130 de raffinaderij op Curaçao aan. Kals gaf het bevel tot het beschieten van verschillende olieopslagtanks, maar moest na vijf schoten de aanval staken, omdat een Nederlands kustgeschut het vuur beantwoordde. Later viel een Duitse onderzeeër een koopvaardijschip ter hoogte van Curaçao aan, waarop beschietingen door kust- en scheepsartillerie volgde. Nogmaals wist het Duitse schip zonder enige schade te ontkomen.

### Aanvallen op geallieerde schepen
Het 3.860 brt vrachtschip onder Amerikaanse vlag SS Norlantic werd in de ochtend van 13 mei 1942 tot zinken gebracht door een Duitse U-boot. Norlantic vervoerde gemengd vracht van Pensacola, Florida naar Venezuela toen het 170 km ten oosten van Bonaire door U-69 werd aangevallen. Terwijl de U-boot zich aan het wateroppervlakte bevond vuurde deze, op bevel van commandant Ulrich Graf, om 03:38 uur twee torpedo's af. Toen beide torpedo's geen treffer waren, beval Graf zijn bemanning het doelwit tot 2.000 meter afstand te naderen en werd met het dekkanon om 03.47 uur het vuur geopend op het vluchtende schip. Na verscheidene treffers seinde het Amerikaanse schip een "staakt-het-vuren", opdat de bemanning met reddingsboten de vuurzee kon ontsnappen. De Duitsers staakten echter de beschietingen niet, zelfs niet toen twee reddingsboten werden gelanceerd. Om 04:11 werd een genadeschot gelost, waarmee de machinekamer van de Norlantic was getroffen. Het schip zonk; hierbij vonden zes bemanningsleden in de diepte de dood, twee werden door een torpedo dodelijk geraakt en vier stierven als gevolg van de beschietingen. De overlevenden van de Norlantic dreven enkele dagen op zee rond totdat ze werden gered door geallieerde schepen. 

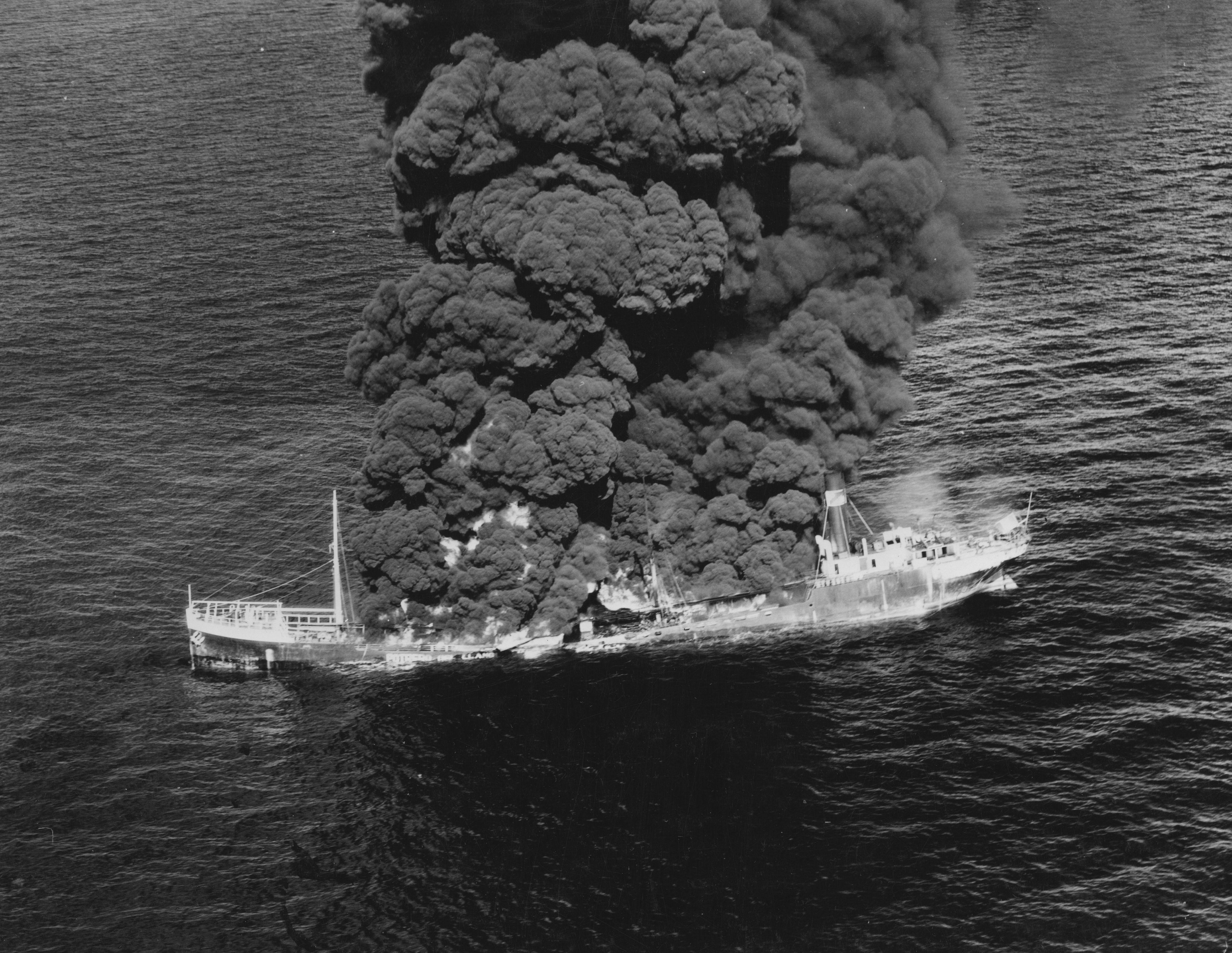
Getorpedeerde Potrero del Llano

Duitse onderzeeërs brachten twee Mexicaanse tankers tot zinken; onder bevel van Reinhard Suhren bracht U-564 op 14 mei 1942 de Potrero del Llano tot zinken ter hoogte van Florida en onder bevel van Hermann Rasch bracht U-106 op 21 mei 1942 de Faja de Oro tot zinken voor Key West. Bij de twee aanvallen kwamen 16 bemanningsleden om. Dit leidde ertoe dat op 1 juni 1942 Mexico de oorlog aan Duitsland verklaarde.

De tanker Sylvan Arrow van de Standard Oil & Transport Company werd op 20 mei 1942 door U-155 getorpedeerd. De aanval vond plaats ten zuidwesten van Grenada in de Caraïbische Zee. Na mislukte pogingen het schip naar een haven te slepen zonk zij op 28 mei op positie 12° 50′ NB, 67° 32′ WL . 

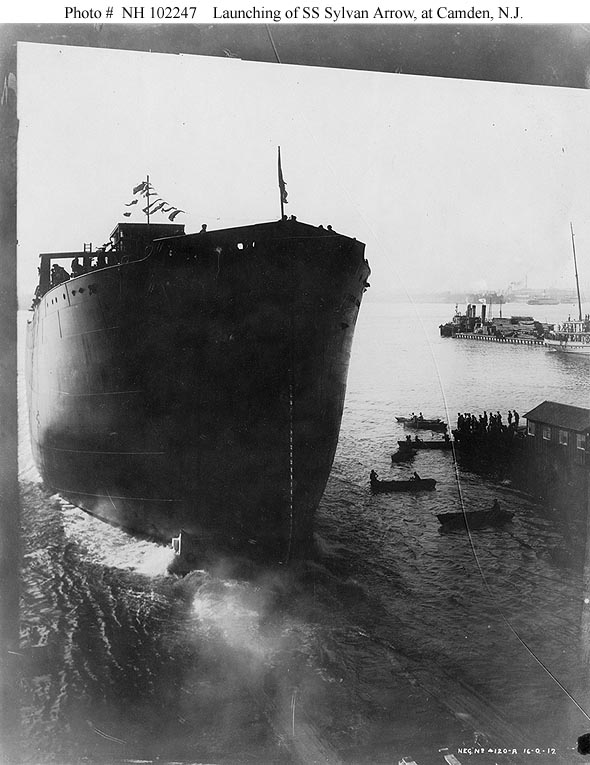
Olietanker Sylvan Arrow (1917)

Op 11 juni 1942 werd de tanker SS Hagan op circa acht kilometer ten noorden van de Cubaanse kust door U-157 tot zinken gebracht. Het Amerikaanse schip, dat duizenden vaten melasse in haar tanks vervoerde, werd getroffen in de machinekamer. De torpedo verwoestte de motoren en veroorzaakte een ketelexplosie, die meteen gevolgd werd door de inslag van nog een torpedo. Zes bemanningsleden vonden de dood en 38 overlevenden bereikten land. Twee dagen later werd U-157 tot zinken gebracht door een cutter van de Amerikaanse kustwacht.
Op 4 september 1942 werd de 6.511 brt Mexicaanse tanker SS Amaltan aangevallen door U-171 op positie 23° 27′ NB, 97° 30′ WL . De tanker wist drie aanvallen van twee torpedo's elk te ontwijken alvorens geraakt te worden. Ze zonk met tien matrozen, 24 konden zich redden.
Op 11 september 1942 torpedeerde U-514, onder leiding van KLTZ Hans-Jürgen Auffermann, het koopvaardijschip Cornwallis voor de kust van Bridgetown. Na een kort vuurgevecht zonk het schip in ondiepe wateren, maar werd daarna geborgen. In december 1942 werd Cornwallis eerst naar Trinidad en later naar Mobile, Alabama gesleept waar het op 24 januari 1943 aankwam. Na reparatie deed het schip in augustus 1943 weer dienst. Echter op 3 december 1944 werd het voor de tweede keer getorpedeerd, deze keer door U-1230 in de Golf van Maine en zonk het hierna.

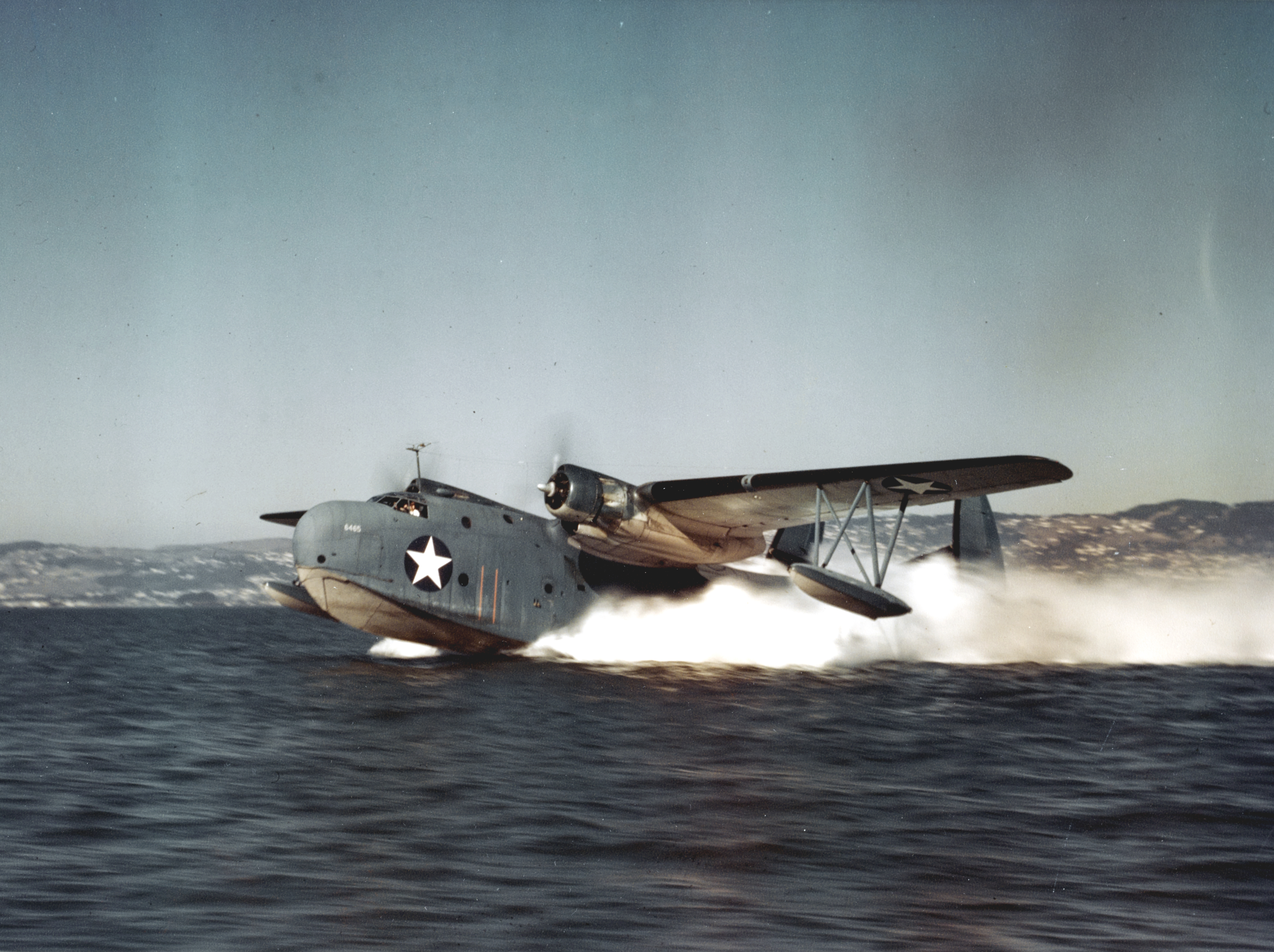
Opstijgende Amerikaanse Martin PBM Mariner (ca. 1942)

 Commandant Rudolf Friedrich voer met U-759 door de Monapassage en bereikte op 29 juni het Caribisch gebied. Op 30 juni bracht hij met beschietingen van het dekkanon een zeilschip tot zinken. Op ongeveer 100 km ten westen van Port-Salut, Haïti, viel U-759 op 5 juli 1943 de onder Amerikaanse vlag varende stoomboot Maltran aan, die deel uitmaakte van het konvooi GTMO-134. Minstens een van de afgevuurde torpedo's raakte het schip, dat binnen 15 minuten na de inslag zonk. De bemanning van de Maltran wist echter met reddingsboten te ontsnappen en werd later gered door de USS SC-1279. Op 7 juli 1943 viel U-759 het in konvooi varende Nederlandse vrachtschip Poelau Roebiah aan en bracht het tot zinken ten oosten van Jamaica. Twee van de bemanningsleden verdronken met het schip, de resterende 86 werden gered. Na het zinken van Poelau Roebiah werd U-759 meteen achtervolgd en de dag daarop aangevallen door de Amerikaanse marine. Een tweemotorige patrouille-vliegboot, type Martin PBM Mariner, liet een lading explosieven op de U-boot vallen. Vervolgens werden zeven uur lang dieptebommen op het gebied geworpen; desondanks wist U-759 zonder schade of verlies van levens te ontkomen.

## Gekelderde schepen

### Schepen van de Asmogendheden
Zeven dagen na de ontsnapping op 8 juli 1943 van de U-759 werd er gemeld dat de duikboot gezonken was. Uit naoorlogs onderzoek bleek echter dat de boot pas op 23 juli tijdens een aanval werd verwoest. Dit gebeurde op positie 15° 58′ NB, 73° 44′ WL  middels een bombardement door een Amerikaanse Martin PBM, dat het schip met zijn 47 bemanningsleden tot zinken bracht.
De U-157 werd op 13 juni 1942 door de kustwacht van de Verenigde Staten tot zinken gebracht. De duikboot voer aan het wateroppervlak net ten zuidwesten van Key West op positie 24° 13′ NB, 82° 03′ WL . Toen de U-boot gespot werd door de USCGC Thetis trachtte ze te vluchten door onder water te gaan, maar de Thetis slaagde erin via sonarcontact zich boven de U-157 te positioneren en dieptebommen te werpen. De actie eindigde na enkele minuten toen er brokstukken en olie aan het wateroppervlak werden gezien. De U-157 was tot zinken gebracht en de 52-koppige bemanning verdronk.
Op 30 juni 1942 werd de Duitse onderzeeboot U-158 op de coördinaten 32° 50′ NB, 67° 28′ WL  nabij Bermuda door een Martin PBM Mariner tot zinken gebracht. De U-158 onder commando van Richard Schreder kreeg een dieptebom op haar dek. De bom ontplofte niet maar bleef steken tussen de houten dekplanken. Toen de onderzeeboot onder water ging detoneerde hij alsnog bij het bereiken van de ingestelde ontstekingsdiepte van de bom.
Op 30 juli 1942 werd het vrachtschip SS Robert E. Lee, varende onder begeleiding van de USS PC-556, door een torpedo getroffen op ongeveer 70 km ten zuiden van de Mississippi rivierdelta. Nadat de U-166 door de USS PC-566 was opgespoord werd deze met dieptebommen tot zinken gebracht. Bij deze actie kwamen 52 Duitse bemanningsleden om. Op 28 augustus 1942 vielen Amerikaanse en Canadese escortes U-94 aan, terwijl de duikboot in actie was tegen een geallieerd konvooi nabij Haïti. Een Amerikaanse vliegboot, type PBY, zette als eerste een daling in en bombardeerde de U-boot, gevolgd door een aanval van de Canadese korvetten HMCS Halifax en HMCS Snowberry.

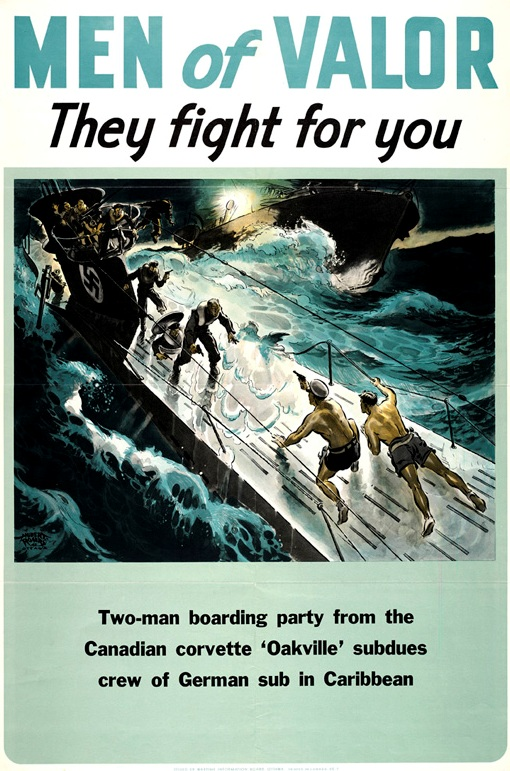
Canadese propaganda-poster met afbeelding van het aan boord gaan van de onderzeeboot U-94 op 28 augustus 1942

De HMCS Oakville wierp dieptebommen, de onderzeeër kwam naar de oppervlakte en werd vervolgens tweemaal geramd voordat ze tot stilstand kwam. Hal Lawrence leidde een enterploeg van elf matrozen van Oakville om de boot te overmeesteren. Ze gingen aan boord via de commandotoren. Slechts twee Canadezen gingen door het luik, waar ze verrast werden door twee Duitsers die naar hen toe kwamen rennen. Omdat de Duitsers geen gehoor gaven aan een bevel halt te houden losten de Canadezen schoten waarbij de Duitsers omkwamen. De rest van de bemanning gaf zich zonder incidenten over. Kort hierop beseften de Canadezen dat de Duitse bemanning al was begonnen hun eigen schip tot zinken te brengen toen ze water in de boot zagen. De Canadezen verlieten de U-94, die met negentien bemanningsleden aan boord zonk; Oakville redde 26 anderen, waaronder de commandant, LTZ1 Otto Ites.

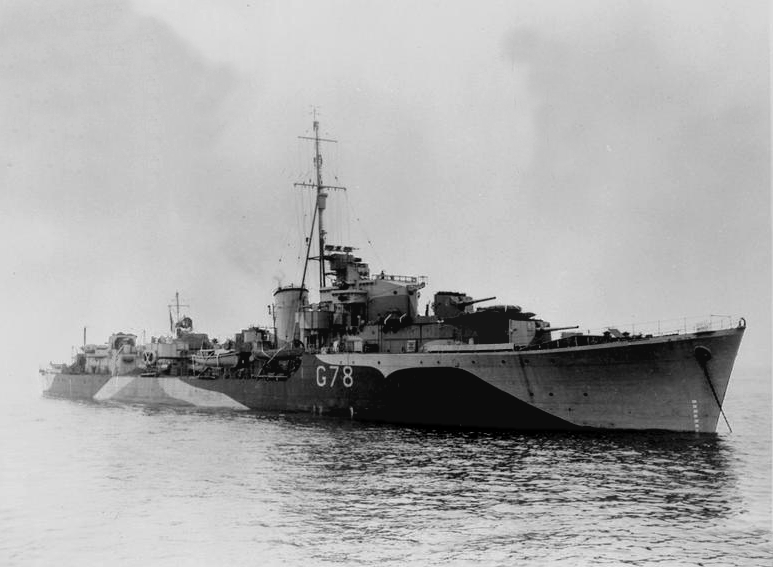
HMS Quentin (1942)

U-162 werd ontdekt en tot zinken gebracht door de Royal Navy op 3 september 1942, ten noordoosten van Trinidad. Drie Britse torpedojagers, de HMS Vimy, de HMS Pathfinder en de HMS Quentin, vielen de U-162 met dieptebommen aan, doodden twee bemanningsleden en brachten het schip tot zinken. Negenenveertig bemanningsleden overleefden het incident en werden als krijgsgevangenen naar de Verenigde Staten gebracht. De bemanning werd ondervraagd en gaf nuttige informatie over de Duitse onderzeeërs en hun onderzeebootbasis Lorient. De Duitse kapitein Jürgen Wattenberg vluchtte eind 1944 uit gevangenschap, maar werd ongeveer een maand later weer opgepakt.
Op 15 mei 1943 werden de Cubaanse vrachtschepen Camaguey en Honduran Hanks begeleid door drie kleine onderzeebootjagers van de Cubaanse marine van Sagua la Grande naar Havana. Het konvooi naderde Havana vanuit de Golf van Mexico toen een Amerikaans verkenningsvliegtuig de Duitse U-176 ontdekte. Het vliegtuig vuurde een rookbom af op de onderzeeër en de Cubaanse onderzeebootjager CS-13, onder het commando van luitenant Alférez Delgado, spoorde het vijandelijk vaartuig op met sonar. Vervolgens viel CS-13 aan met dieptebommen en slaagde erin de duikboot snel tot zinken te brengen. Hierbij kwam de hele bemanning om.

### Schepen van de Geallieerden
De SS George Calvert was een gewapend Liberty-vrachtschip dat op 20 mei 1942 ten oosten van Cuba door U-753 tot zinken werd gebracht. Tien mannen werden gedood toen drie torpedo's het schip troffen en ze binnen enkele minuten zonk. De overlevenden werden door de Duitsers gevangengenomen en ondervraagd voordat ze werden vrijgelaten en later de Cubaanse kust in reddingsboten bereikten.
De ongewapende USAT Generaal-majoor Henry Gibbins voer alleen toen ze werd aangevallen door de U-158 op 23 juli 1942, ongeveer 650 km ten westen van Key West, Florida. Twintig minuten na aan bakboordzijde geraakt te zijn door twee torpedo's zonk het schip. Alle 47 bemanningsleden en 21 bewakers van het Amerikaanse leger overleefden de aanval en werden de dag erna gered.

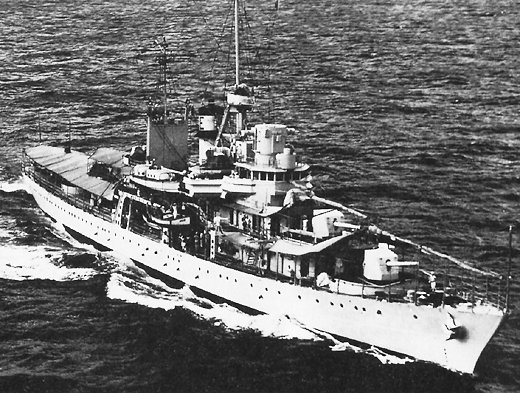
USS Erie tijdens Slag in de Caraiben.

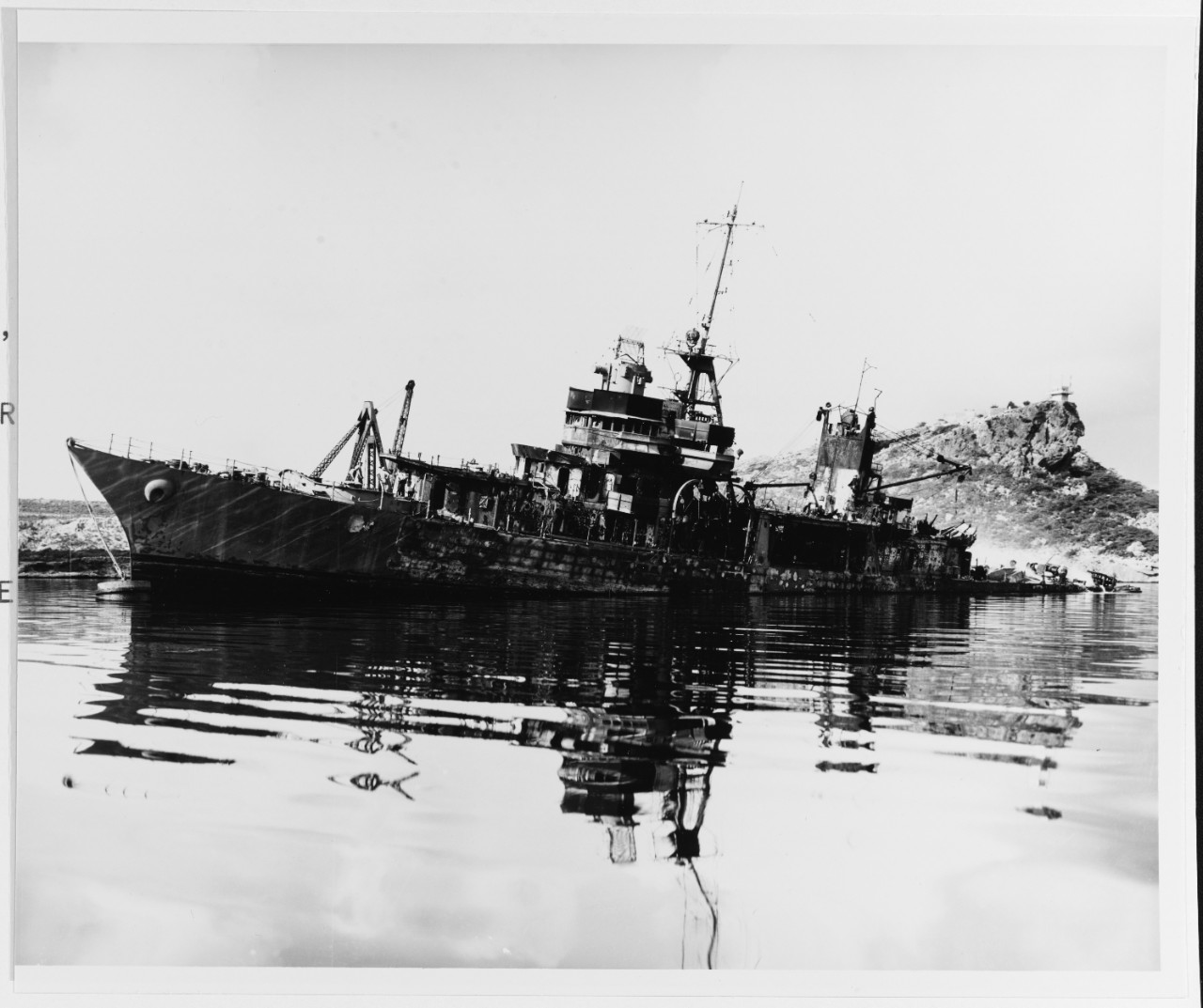
USS Erie in haven van Willemstad (1942)

Op 27 september 1942 kwam de SS Stephen Hopkins, een bewapend Liberty-schip, terug van Kaapstad naar Suriname, toen ze door de Duitse hulpkruiser Stier werd aangevallen. Toen de Duitse instructies niet werden opgevolgd, werd het schip beschoten door het hoofdkanon van de Stier. Na een kort maar intens vuurgevecht is het Amerikaanse schip om 10.00 uur gezonken. De kruiser was ook zwaar beschadigd en stuurloos, hij werd daarom twee uur na het verslaan van de Stephen Hopkins in opdracht van de bevelvoerder tot zinken gebracht. 
In november 1942 begeleidde de Amerikaanse kanonneerboot USS Erie het konvooi TAG-20 tussen Trinidad en Guantanamo Bay, toen dit op 16 kilometer ten zuiden van Curaçao werd aangevallen door een Duitse U-boot. De U-163, onder het commando van Karl-Eduard Engelmann, kwam naar het wateroppervlak en vuurde drie torpedo's af op de Erie. De Amerikanen maakten ontwijkende manoeuvres nadat zij de onderzeeër en de torpedo's in het vizier kregen. De Erie ontsnapte aan twee torpedo's, maar werd zwaar beschadigd door de derde. Het duurde enkele uren voordat de op het schip ontstane brand onder controle kon worden gebracht. Bij de aanval werden zeven Amerikanen gedood en elf gewond. Later werd de Erie ten oosten van Piscaderabaai, Curaçao, aan de grond gezet. Toen het schip op 5 december 1942 naar de haven van Willemstad was gesleept kapseisde het daar en zonk.